# جون فنسنت (عسكري)
جون فنسنت (بالإنجليزية: John Vincent)‏ هو عسكري أيرلندي، ولد في 1764 في جمهورية أيرلندا، وتوفي في 21 يناير 1848 في لندن في المملكة المتحدة.